# Comunitat de Regants
Les Comunitats de Regants son corporacions de dret públic que agrupen els regants i altres usuaris amb dret a utilitzar una determinada concessió d'aigües públiques, tant superficials com subterrànies, per a distribuir-la entre els seus components, que són els propietaris de terres i d'altres aprofitaments (domèstics, ramaders, industrials o hidroelèctrics) situats dins d'un àmbit geogràfic concret anomenat zona concessional.
Son organismes de caràcter públic i territorial, que descentralitzen les tasques d'administració del regadiu, que representen una part molt important, fins a un 70%, dels recursos hídrics de l'estat confiats a les Confederacions Hidrogràfiques o organismes de conca.
Per raons històriques i pel fort arrelament al territori on estan constituïdes, les Comunitats de Regants solen mantenir el seu nom tradicional: Sindicats de Regs, Germandats, Heretaments, Juntes de Sequiatge, Col·lectivitats, etc. Denominacions que solen provocar desconcert tot i referir-se al mateix tipus d'institució.

## Història
A finals de l'Edat mitjana, les primitives zones de regadiu implantades durant les dominacions romanes i àrabs, havien ja format "de facto" les primeres comunitats de regants per la necessitat de tenir regulats els torns o tandes d'aigua i evitar-ne el desordre i els abusos. Entitats regides per costums i tradicions en que es fonamentaren les primeres normes que les regularen: La primera Llei d'aigües espanyola de 1866 i la segona de 1879, que s'ocuparen de definir les seves principals funcions. Tanmateix totes elles tenen reconegut el dret de mantenir les seves primitives ordenances i institucions mentre els seus usuaris no decideixin modificar-les. Tal com testimonia l'absoluta vigència del antiquíssim i peculiar Tribunal de les Aigües de València.
El decret de 5 de març de 1926, fundacional de les Confederacions Hidrogràfiques, que les configurava com a entitats integradores dels interessos dels usuaris de l'aigua amb l'administració publica, integrà les Comunitats de Regants dins de la seva organització, donant-li's un caràcter administratiu que s'afegí al fins aleshores merament associatiu.
Amb la dictadura Franquista la figura de les Comunitats de Regants integrades a les Confederacions Hidrogràfiques trencava el principi d'unitat sindical instaurada pel règim i s'optà, mitjançant l'Ordre Ministerial de 13 de juliol de 1941, per convertir les Confederacions en órgans regits únicament per l'estat, i per Decret de 17 de juliol de 1944 i OM de 23 de març de 1945, integrar les Comunitats de Regants en els Sindicats Verticals dins les "Hermandades Sindicales del Campo", relegant-les de la funció d'administració. D'altra banda la necessitat d'incrementar la producció nacional d'aliments degut l'aïllament internacional del país, va fer que el govern promogués noves obres de regadiu mitjançant plans de regadiu i la construcció de grans obres hidràuliques per part de "l'Instituto Nacional de Colonización", que les lliurava per a la seva explotació als "Grupos Sindicales de Colonización" que quedaven al marge de les tradicionals Comunitats de Regants.
La resposta per part dels regants arribà el 4 de juny de 1952, amb motiu del acte de trasllat de les restes dels Reis de la corona d'Aragó de la Catedral de Tarragona al Monestir de Poblet, al qual, entre d'altres autoritats, hi assistiren diversos dirigents de Comunitats de Regants d'Aragó i València; Vicente Giner Boira, Fausto Jordana de Pozas, Bernardo Lassala Gonzalez i Rafael Tasso Yzquierdo, van mantenir una conversa que va ser la llavor per lluitar contra l'aïllament en el qual el règim havia situat les Comunitats de Regants, la creació d'una Federació Nacional de Comunitats de Regants. Projecte al que posteriorment s'incorporaren Pablo Benjumea de Lora, i els catalans Joaquim Sarriera, marqués de Barbará, i Robert Trias Milà: La corona d'Aragó unida en defensa dels regants: La federació nacional va ser una realitat al Juliol de 1955, i les seves primeres accions anaren dirigides a lluitar en contra de la inclusió de les Comunitats de Regants en les "Hermandades Sindicales". Reivindicació que molestà el règim, que dissolgué de forma fulminant la federació per OM de 30 de juliol de 1959. Un recurs contra la citada ordre, defensat per Manuel F. Clavero Arévalo davant el Tribunal Suprem, acabà donant la raó dotze anys després a les Comunitats de Regants en sentència de 31 d'octubre de 1972.
En raó d'aquestes lluites i vistos els beneficis que comporta la gestió pública, descentralitzada i ordenada de l'aigua de reg, la llei d'aigües de 1985 instaurà l'obligatorietat d'adoptar el model de funcionament de les Comunitats de Regants a qualsevol tipus d'associacions usuàries d'aigües públiques per a reg. Llei que s'ha anat modificant progressivament per a potenciar la participació de les Comunitats de Regants en l'Administració Hidràulica als efectes de gestió, finançament i planificació dels recursos hídrics.
L'actual text refós de la llei d'aigües de 2001 referma l'existència de les Comunitats de Regants, adaptant el seu funcionament a la Directiva Marc Eurpea de l'Aigua i proporcionant eines per a modernitzar-les i atendre els nous reptes socials.

## Les Comunitats de Regants com a institució.

### Classificació.
Per la forma corporativa es distingeixen els següents tipus de Comunitats de Regants:
Comunitats Ordinàries o Comunitats de Base: Són les més habituals i nombroses, i agrupen els usuaris de l'aigua d'una mateixa toma o concessió.
Comunitats Generals de Regants: En zones de regadiu de gran extensió la concessió d'aigua s'assigna a una Comunitat General que al seu torn es divideix, descentralitzant les seves funcions, en diverses Comunitats de Base o Col·lectivitats de Regants.
Comunitats per Conveni: Son Comunitats de Base que, degut al reduït nombre de propietaris i/o superfície que la formen, substitueixen el règim ordinari de les Comunitats de Regants per un Conveni, que compila de forma succinta el seu funcionament, i que ha d'ésser aprovat pel corresponent Organisme de Conca.
Juntes Centrals d'Usuaris: Estan formades per usuaris individuals, agrupacions d'usuaris i Comunitats de Base, cadascú amb la seva pròpia concessió, i normalment situats en un àmbit geogràfic, que s'uneixen per a tenir més força alhora de coordinar i defensar el seus aprofitaments.
Altres tipus de Comunitats de Regants més especifiques i minoritàries son: Les Comunitats de "Avenamiento", les de vertit, les d'aigües subterrànies i les de defensa de les aigües i laminació d'avingudes.
Per la seva superfície regada, les Comunitats de Regants es poden classificar en: Inferiors a 20 Has. que solen ser individuals o de pocs partícips i funcionar per conveni pactat entre ells. Comunitats petites, entre 20 i 200 Has que, depenent del nombre de partícips implicats, solen constituir Comunitats Ordinàries o funcionar per conveni. Les Comunitats de Regants mitjanes, les veritables Comunitats de Regants que representen la gran majoria, tenen extensions que no solen superar les 5.000 Has. i que funcionen constituint els seus òrgans rectors i regides per les seves Ordenances i Reglaments. I, finalment, les Comunitats Generals de Regants, situades en les grans zones de regadiu implantades a conseqüència de la construcció d'importants obres hidràuliques (canals, embassaments, etc..).

### Constitució.
L'autorització per a la utilització d'un determinat recurs hídric amb destinació al regadiu ve condicionada, a banda d'altres requisits com el règim d'explotació, la seva durada o la construcció de les obres, per l'obligatorietat d'agrupar els futurs usuaris en una Comunitat de Regants. Redactar i presentar a l'Organisme de Conca el projecte d'Ordenances i Reglaments que la regiran per a la seva aprovació i, finalment, constituir els seus òrgans i anomenar els seus càrrecs en una primera Assemblea General Constituent.

### Estructura.

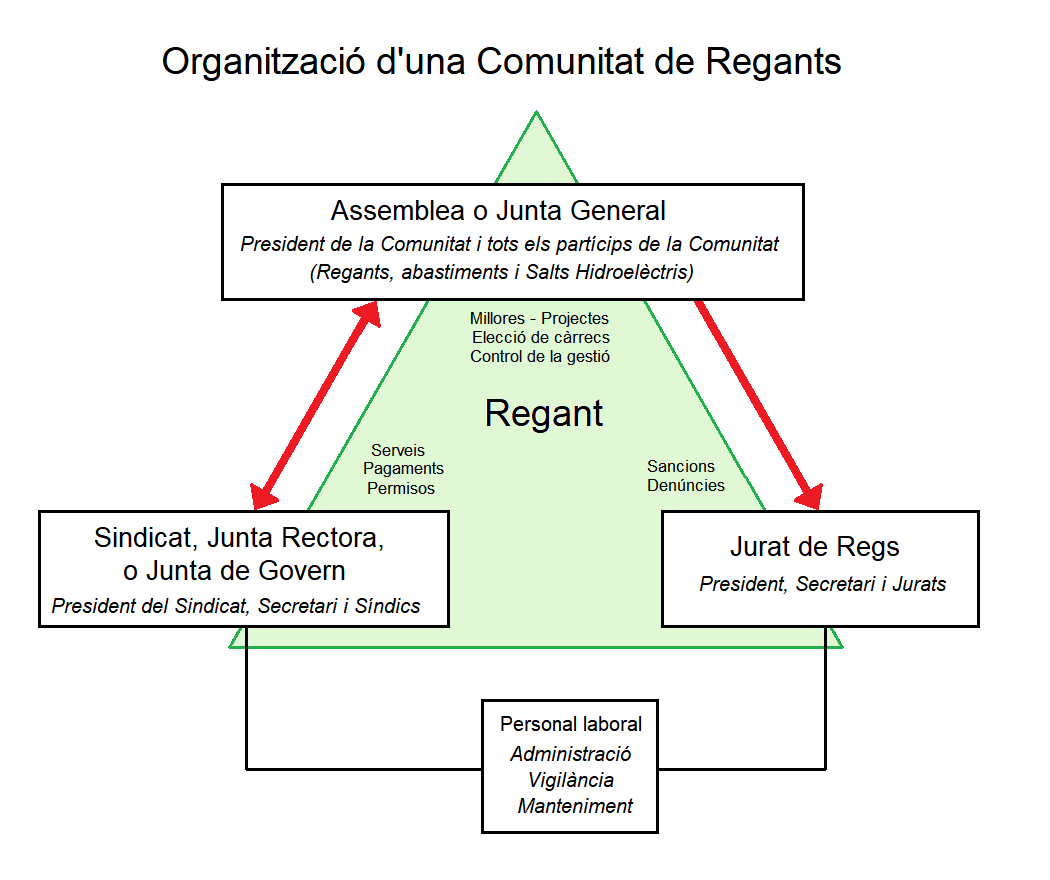
Estructura orgànica de les Comunitats de Regants.

Des del punt de vista organitzatiu les Comunitats de Regants estan compostes de tres òrgans, cadascun d'ells amb els seu propi reglament que regula les seves competències i procediments:
L'assemblea o Junta General, composta per tots els usuaris o partícips es reuneix de forma ordinària dues vegades l'any (a l'inici i al fina de la campanya de regs). Li correspon l'elecció del president i dels representants del govern (anomenats normalment síndics) de la comunitat, l'aprovació anual dels pressupostos i la seva liquidació, i de tots aquells plans de gestió i projectes que l'afectin.
La Junta de Govern, Junta Rectora o Sindicat de Regs. Els seus membres, anomenats per l'Assemblea, son el President i els Síndics. Segueixen el dia a dia dels torns de reg, les preferències de reg segons cultius, neteja i obres de reparació i manteniment de la xarxa de canals, séquies de distribució i desguàs, etc.. Aquest òrgan es també l'encarregat de les tasques administratives de la Comunitat, de la recaptació dels seus recursos econòmics, disposició del personal obrer (sequiers, vigilants), etc., tasques per les quals les Comunitats solen contractar es serveis d'un Secretari-Interventor.
El Jurat de regs. Aquest és, potser, l'òrgan més particular de les Comunitats de Regants. Representa l'òrgan judicial i, com a tal, penalitza les faltes i infraccions comeses en l'àmbit de la comunitat pel seus partícips, al mateix nivell que un jutjat ordinari de primera instància però únicament referit al reg. El componen partícips de la mateixa comunitat de regants, anomenats per l'Assemblea General, presidits per un dels Síndics de la Junta de Govern i actuant amb la fe pública d'un secretari, que sol ser el del propi Sindicat.
En el cas de les comunitats Generals l'Assemblea està formada pels Síndics de les Comunitats de base, La junta de Govern la componen els presidents de les Comunitats de base i el Jurat de Regs està format per partícips elegits entre els de tota la Comunitat.

### Participació en l'Administració pública.
Les Comunitats de regants, formen part de diversos òrgans de l'Administració Hidràulica (Confederacions Hidrogràfiques) a les que estan adscrites, participant així en la gestió d'aquestes administracions:
Consell de l'Aigua: Organ de Planificació Hidrològica, on s'estudien i projecten els plans hidrològics a aplicar en cada conca hidrogràfica en períodes futurs, i que és una part fonamental de la [Política Hidràulica] a nivell nacional. Les Comunitats de Regants solen representar un 15% de la participació totals d'aquests Consells de l'Aigua.
Assemblea d'Usuaris de l'Organisme de Conca: On estan representats tots els usuaris d'aigua de cada conca, de forma gradual i progressiva segons la superfície regada, el consum d'aigua d'abastiment o la potencia hidroelèctrica instal·lada. Es la encarregada d'elegir els representants dels usuaris que participen en les Juntes i Comissions de cada Confederació Hidrogràfica.
Junta de Govern de l'Organisme de Conca: Organ de govern de les Confederacions Hidrografiques, on es decideixen els pressupostos, els plans de sequera, normes de reg, etc..
Juntes d'Explotació: Juntes formades pels usuaris que gaudeixen d'un determinat recurs hídric (un riu, un aqüífer o una unitat hidrològica) per a gestionar-lo. La participació es reparteix de forma proporcional conforme al cabal consumit per cada aprofitament.
Comissions de desembassament: Òrgans dedicats a gestionar els règims de buidat i emplenat de cada embassament o aqüífer per a cada campanya de reg i conforme als drets concessionals de cada comunitat o usuari, i de la seva repercussió posterior en forma de cànons, recaptats per les mateixes Confederacions Hidrogràfiques, a partir dels quals provenen en part els seus recursos econòmics.

### Associacions.
Com d'altres associacions, les Comunitats de Regants també formen part de Federacions dedicades a defensar i promocionar els seus interessos. A Espanya hi ha diverses federacions de Comunitats de regants, segons l'àmbit geogràfic que abasten:
A nivell estatal FENACORE Federación Nacional de Comunidades de Regantes de España, fundada el 1955, aplega mes de 700.000 regants i representa el interessos del 80% del regadiu espanyol. Efectuant un ampli ventall d'activitats com la formació, assessorament, innovació i difusió del Regadiu. Va instaurar, i coordina cada quatre anys, els [Congressos Nacionals de Comunitats de Regants d'Espanya], organitzats de forma alternativa per una de les comunitats associades, i on es presenten ponències i s'efectuen debats d'interés per al regadiu i les Comunitats de Regants.
Algunes conques hidrogràfiques també agrupen les Comunitats de Regants en Federacions: Ferebro (Federació de Comunitats de Regants de la Conca de l'Ebre), Federtajo (Federació de Comunitats de Regants del Tajo), Ferduero (Federación de Comunidades de Regantes de la Cuenca del Duero).
I d'altres agrupen les comunitats de regants per regions o autonomies: Fecoreva (Federació de Comunitats de Regants de la Comunitat Valenciana), Acatcor (Federació Catalana de Comunitat de Regants) o Feragua. (Asociación de Comunidades de Regantes de Andalucía).

## Distribució i extensió territorial.

### Catalunya
A Catalunya hi ha censades 637 comunitats de regants amb un total de 267.130 Has. de regadiu. 403 comunitats de regants son a la conca de l'Ebre comprenent un total de 241.993 Has de regadiu (201.396 Has a Lleida i 40.597 Has a Tarragona). La confederació hidrogràfica de les conques internes catalanes, anomenada ACA (Agència Catalana de l'Aigua) agrupa 243 comunitats de regants que reguen 25.137 Has.
Per extensió i nombre de partícips les principals comunitats de regants a Catalunya son:
Comunitat General de Regants dels Canals d'Urgell
Comunitat General de Regants del Canal de Pinyana
Comunitat General de Regants del Canal d'Agragó i Catalunya

### Illes Balears
A les Balears hi ha censades 6 comunitats de Regants, tres a Mallorca i les altres tres a Eivissa, que formen part de la conca hidrogràfica de les Illes Balears integrada dins de la Direcció General de Recursos Hídrics del Govern Balear, que aplega en l'anomenat Consell Balear de l'Aigua les Juntes Insulars d'aigües de Mallorca, Menorca, Eivissa i Formentera.
La comunitat més significada és el Sindicat de Regants de Sóller

### País Valencià
El País Valencià té censades 636 comunitats de regants que reguen 314.936 Has de terra. La majoria d'elles, 561 comunitats, pertanyen a la conca hidrogràfica del Xúquer (283 a València, 145 a Castelló i 133 a Alacant) que comprenen un total de 248.518 Has. de regadiu. Dues terceres parts a València (182.117 Has.) i la resta, 66.401 Has, a Castelló i Alacant. Mentre que la part valenciana de la conca hidrogràfica del Segura comprén 63 comunitats de regants totes elles situades a Alacant amb una extensió de 66.418 Has. de reg.
Les comunitats de regants més anomenades son:
Les séquies de l'Horta de València o séquies del Túria.
Comunitat de Regants de la Séquia Reial del Xúquer